# Визбарас, Феликсас
Феликсас Визбарас (лит. Feliksas Vizbaras; 27 марта 1880, Рагауджяй, Паневежское районное самоуправление — 1966, Мюнхен) — литовский инженер-архитектор.

## Биография
В 1908 году окончил Рижский политехнический институт. В 1909—1918 годах жил и работал на Украине. В 1918 году вернулся обратно в Литву. В 1922—1925 годах работал каунасским городским инженером и начальником строительного управления. Старший инспектор Министерства транспорта и коммуникаций Литовской Республики, руководитель строительства мостов (Алитус, Аукштойи Панямуне, Пренай), старший инспектор набережной Клайпедского порта и руководитель установки порта Швянтойи. В 1940 году уехал жить в Германию. Умер в 1966 году.
Жена — Олимпия Граудинайте-Визбарене, дочь — Олимпия Визбарайте.

## Проекты
- 1923 — собственный дом — «Замок Белого Визбара» (переулок Кауко, 2, Каунас);
- 1924 — многоквартирные дома (Каунас);
- 1924 — индивидуальные дома (Каунас);
- 1924 — Монастырь бернардинцев — реставрация (Каунас);
- 1924 — Вилиямпольский район (Каунас);
- 1925 — Зитский дворец, ныне Университет Витовта, факультет католического богословия (Каунас);
- 1925 — Начальная школа им. В. Кудирки (Каунас);
- 1926 — жилой дом для сотрудников Госбанка (Каунас);
- 1927 — дом духовенства (Ионишкис);
- 1927 — Папилийский костёл имени святой Марии (Папилис[лит.]);
- 1927—1928 — Жилой дом Стефании и Костаса Батуря (Каунас);
- 1928 — дом общества «Капля Молока», теперешняя музыкальная школа имени Александраса Качанаускаса (Каунас);
- 1929 — Правление Центра Будущего Союза, теперешний Каунасский технологический университет, Дворец III (Каунас);
- 1931 — Каунасский центральный почтамт[лит.] (Каунас);
- 1932 — дом Юозаса Груодиса (ул. Салако 18, Каунас);
- 1932 — многоквартирный дом Йонаса и Гедиминаса (ул. Кестучо, 38, Каунас);
- 1933 — Дом Юозаса Тюбелиса, теперешняя Каунасская Художественная Гимназия (Каунас);
- 1934 — Дворец «Пажангос» теперешний Универститет Витовта, факультет искусств (Каунас);
- 1935 — Здания усадьбы президента Антанаса Сметоны;
- 1936 — Ужуленская начальная школа имени президента Антанаса Сметоны (Ужуленис[лит.]);
- 1936 — Лестница Кауко (Каунас);
- 1936 — автоматическая телефонная станция теперешнее издательство «Свет» (ул. Э. Ожешкенес 10, Каунас);
- 1936 — Вилла имени Олимпиёс Визбаренес (ул. Пародос 15, Каунас);
- Многоквартирный дом Мико Чино (ул. Майронио 31, Каунас).

## Галерея
- Зитский дворец
- Каунасский центральный почтамт
- Дом Юозаса Тюбелиса
- Дворец «Пажангос»
- Автоматическая телефонная станция
- Дом духовенства